# Cuolm Lucmagn
Przełęcz Lukmanier (wł. Passo del Lucomagno, niem. Lukmanierpass, rom. Pass dil Lucmagn) – przełęcz w Alpach Lepontyńskich położona na wysokości 1915 m n.p.m. Leży w południowej Szwajcarii, na granicy kantonów Gryzonia i Ticino blisko granicy z Włochami. Przełęcz ta łączy miejscowość Biasca w dystrykcie Riviera na południu z miejscowością Disentis/Mustér w regionie Surselva na północy. 
Przełęcz jest otwarta cały rok.

## Galeria

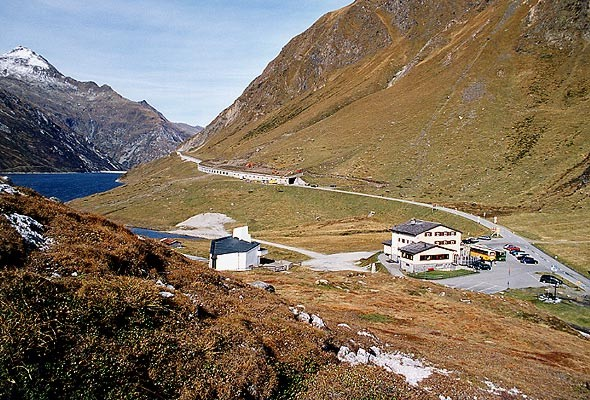
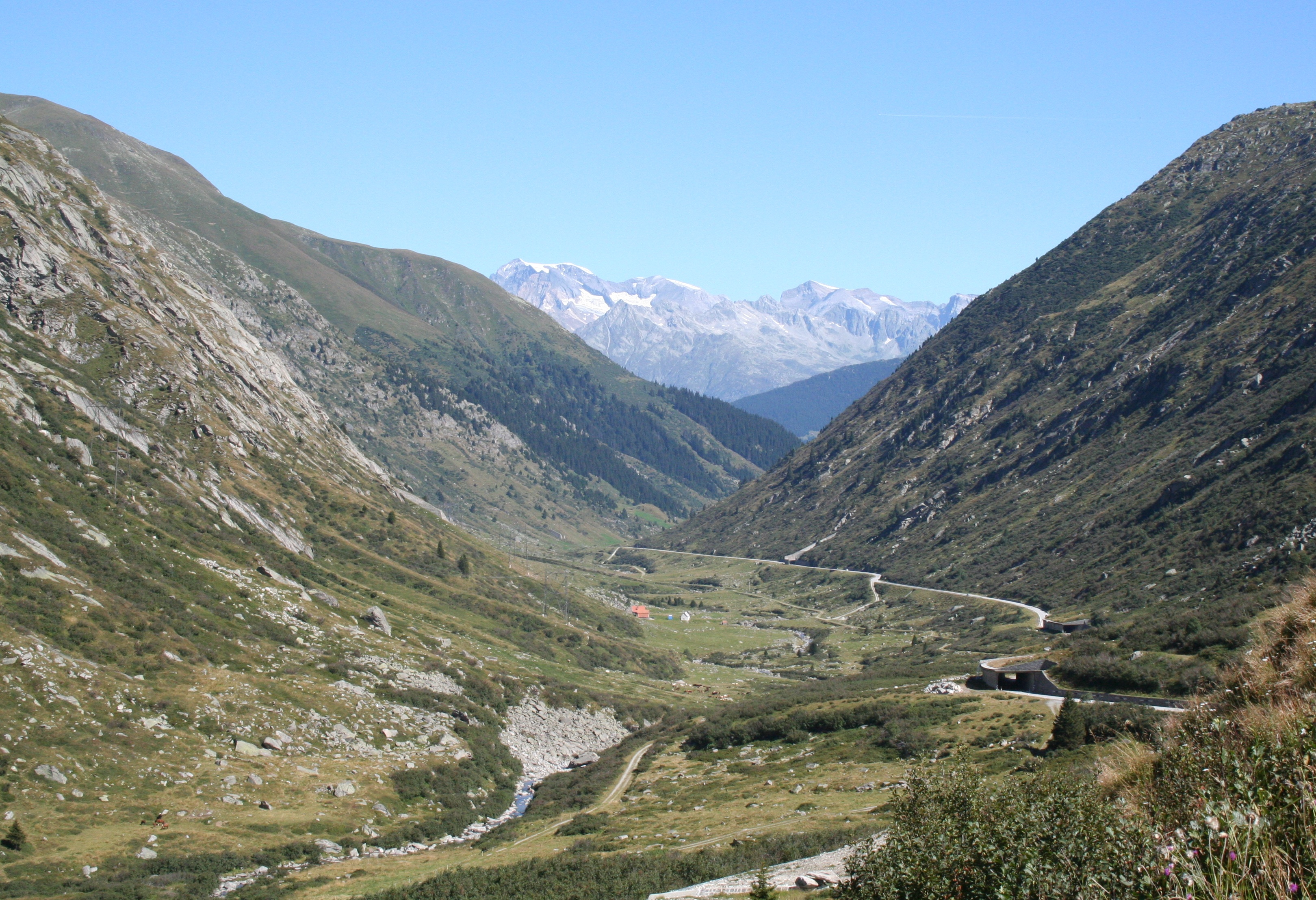
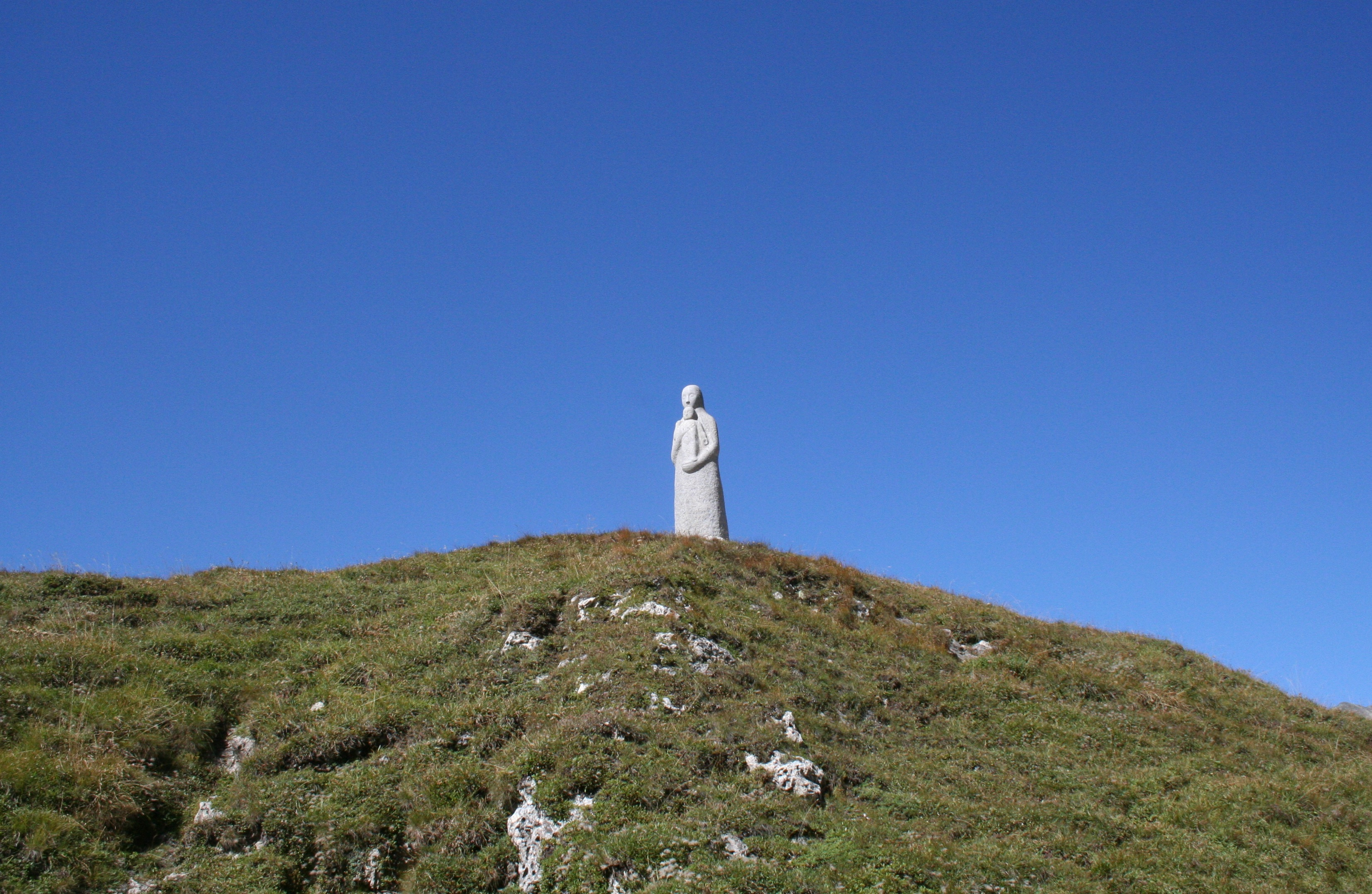